# Tadeusz Latocha
Tadeusz Latocha (ur. 13 sierpnia 1933 w Gajkowicach, zm. 20 października 2003) – docent doktor inżynier, polski specjalista z dziedziny energoelektroniki. Dziekan Wydziału Elektrycznego Politechniki Lubelskiej w latach 1987-1990.

## Życiorys
Tadeusz Latocha urodził się 13 sierpnia 1933 w Gajkowicach, liceum ukończył w pobliskim Piotrkowie Trybunalskim. W roku 1956 ukończył Politechnikę Łódzką na Wydziale Elektrycznym.
W roku 1956 rozpoczął pracę w Politechnice Łódzkiej, w Katedrze Maszyn Elektrycznych i Transformatorów. Pracował tam kolejno na stanowiskach: asystent, starszy asystent i adiunkt.
W roku 1968 przeniósł się do Wyższej Szkoły Inżynierskiej w Lublinie (obecnie Politechnika Lubelska). Pełnił tam liczne funkcje, m.in. prodziekana Wydziału Elektrycznego ds. nauki (w latach 1972-1973), dziekana tego Wydziału (1987-1990), a także prorektora ds. nauki (1973-1974) i prorektora ds. nauczania i wychowania (1984-1987).
Na emeryturę przeszedł w roku 1998.